# Trilepida macrolepis
Espèce
Synonymes
- Stenostoma macrolepis Peters, 1857
- Leptotyphlops macrolepis (Peters, 1857)
- Tricheilostoma macrolepis (Peters, 1857)
- Leptotyphlops ihlei Brongersma, 1933

Trilepida macrolepis est une espèce de serpents de la famille des Leptotyphlopidae.

## Répartition
Cette espèce se rencontre au Panamá, en Colombie, au Venezuela, au Guyana, au Suriname, en Guyane et au Pará au Brésil.

## Publication originale
- Peters, 1857 : Vier neue amerikanische Schlangen aus der Familie der Typhlopinen und darüber einige vorläufige. Monatsberichte der Königlich Preussischen Akademie der Wissenschaften zu Berlin, vol. 1857, p. 402-403 (texte intégral).